# ハサン・ハルムルザエフ
ハサン・マゴメトヴィチ・ハルムルザエフ（ロシア語: Хасан Магометович Халмурзаев、イングーシ語: Халмарзанаькъан Мухьмада Хьасан、Khasan Magometovich Khalmurzaev、1993年10月9日- ）は、ロシアのイングーシ共和国出身の柔道選手。階級は81kg級。身長182cm。得意技は内股。90kg級のフセン・ハルムルザエフとは双子の兄弟。

## 人物
2009年のヨーロッパカデ73kg級で優勝すると、世界カデでも優勝を果たした。2010年のユースオリンピックでは2位だったが、2011年のヨーロッパジュニアでは優勝した。2015年にはユニバーシアード決勝では地元韓国の元世界チャンピオンである王己春を破って優勝した。2016年のヨーロッパ選手権で優勝すると、 リオデジャネイロオリンピックでは決勝まで勝ち進み、アメリカのトラヴィス・スティーブンスを内股で一本勝ちして金メダルを獲得した。2017年にはオリンピック後最初の大きな大会となった地元開催のグランドスラム・エカテリンブルグで優勝した。世界選手権では準決勝でドイツのアレクサンダー・ヴィーツェルツァックに敗れて3位だった。地元で開催されたワールドマスターズでは優勝した。

## 年齢詐称疑惑
ハルムルザエフは1993年10月9日生まれということになっているが、実際はそれより3年早く生まれているという疑惑が存在する。2009年に世界カデで優勝したが、この大会は開催年の12月31日時点で男女とも15歳以上17歳未満(2013年の大会より18歳未満となった)の選手がカデ年齢と規定されているため、もしその疑惑が事実なら今大会においてハルムルザエフに出場資格はなく規定違反に該当することとなる。なお、90kg級で活躍する双子の兄弟であるフセン・ハルムルザエフも2011年の世界ジュニア90kg級で2位になった時に年齢詐称疑惑が持ち上がったことがあった。

## 政治的言説を巡って
2023年10月にIJFは、政治的ないしは宗教的な見解を控える内部規則に違反したため、ロシア柔道連盟がハルムルザエフに対して暫定的な資格停止処分を下したことを公表した。ハルムルザエフは2023年パレスチナ・イスラエル戦争に関して、イスラエルによる空爆の動画を添えてハマスを支持する態度をSNS上で表明していたが、投稿はその後削除された。

## 主な戦績
- 2009年 - ヨーロッパカデ　優勝
- 2009年 - 世界カデ　優勝
- 2010年 - ユースオリンピック　2位
- 2011年 - ヨーロッパジュニア　優勝
- 2013年 - グランプリ・アルマトイ　優勝
- 2013年 - U23ヨーロッパ選手権　2位
- 2014年 - グランプリ・ブダペスト　優勝
- 2014年 - グランプリ・アスタナ　2位
- 2014年 - U23ヨーロッパ選手権　3位
- 2015年 - グランプリ・ザグレブ　3位
- 2015年 - ユニバーシアード　優勝
- 2015年 - グランドスラム・バクー　優勝
- 2015年 - グランプリ・チェジュ　2位
- 2016年 - グランプリ・ハバナ　優勝
- 2016年 - ヨーロッパ選手権　優勝
- 2016年 - リオデジャネイロオリンピック　優勝
- 2017年 - グランドスラム・エカテリンブルグ　優勝
- 2017年 - 世界選手権　3位
- 2017年 - ワールドマスターズ　優勝
- 2018年 - グランプリ・アガディール　3位
- 2018年 - グランプリ・フフホト　2位
- 2019年 - グランプリ・アンタルヤ　3位
- 2020年 - グランドスラム・デュッセルドルフ　2位

(出典、JudoInside.com)